# Olympische Sommerspiele 1988/Teilnehmer (Cookinseln)
| Gelbes Symbol für Goldmedaillen mit stilisierten Olympischen Ringen | Graues Symbol für Silbermedaillen mit stilisierten Olympischen Ringen | Braundes Symbol für Bronzemedaillen mit stilisierten Olympischen Ringen |
| ------------------------------------------------------------------- | --------------------------------------------------------------------- | ----------------------------------------------------------------------- |
| —                                                                   | —                                                                     | —                                                                       |

Die Cookinseln nahmen an den Olympischen Sommerspielen 1988 in Seoul, Südkorea, mit einer Delegation von sieben Sportlern teil.

## Teilnehmer nach Sportarten

### Boxen
- Zekaria Williams
Fliegengewicht: 33. Platz

- Richard Pittman
Federgewicht: 9. Platz

- Terepai Maea
Leichtgewicht: 17. Platz

### Gewichtheben
- Joseph Kauvai
Mittelschwergewicht: 25. Platz

- Mike Tererui
1. Schwergewicht: 16. Platz

### Leichtathletik
- William Taramai
800 Meter: Vorläufe

- Erin Tierney
Frauen, 100 Meter: Vorläufe
Frauen, 200 Meter: Vorläufe